# 幸いってん
幸いってん（こう いってん、本名津井 一優、1974年1月19日 - ）は、浪曲親友協会に所属していた元浪曲師。兵庫県津名郡津名町出身。

## 人物
初代京山幸枝若と懇意だった父の影響で、幼少の頃より浪曲・河内音頭を聴き、高校卒業と同時に浪曲界への入門を希望していたが、初代京山幸枝若の死去により希望が叶わず、一旦は地元・淡路島に戻り第三セクターのハーブ園に就職、特産品の販売やレストランの主任を務める。
しかし芸への思いは諦め切れず25歳で2代目京山幸枝若（当時京山福太郎）に入門。修行を重ね1999年12月ワッハ上方における「京山一門会」にて初舞台を踏み、以降、貴重な若手の「幸枝若節」の使い手として舞台を重ねる。演目は『左甚五郎』『会津の小鉄』『寛永三馬術』『寛政力士伝』のシリーズなど。ケレン(笑い)の多い浪曲を得意とする。
2007年には後輩浪曲師の菊地まどか、春野恵子、曲師の一風亭初月、沢村さくらと共に「新星浪曲☆新宣組」を結成し若手の浪曲界の盛り上げ役となる。（当時のあだ名はルックスから「浪曲界の氷川きよし」）。
しかし2009年5月、ワッハホールにて自らのデビュー10周年の記念公演が開催される直前に、急性骨髄性白血病と診断され緊急入院をする。
致死量限界の抗がん剤治療受け一度は寛解したが再発、当時医師からは余命3ヶ月と告知されたという。
実妹がドナーとなり造血幹細胞移植（骨髄移植）を行ったものの、一度目は成功せず生存率は３%程度という再度の造血幹細胞移植を受ける事となった。
療養中は、飽きることなく浪曲の映像を見て「また、舞台を踏みたい」という強い思いが支柱になったという。
そして本人曰く「三度も命拾いさせて頂き」という2年半の過酷な闘病生活の末、復帰を果たす。
2011年10月、地元・淡路島にて舞台に復帰。12月には上方浪曲界のホームタウンである「一心寺門前浪曲寄席」にも復帰。
2012年には発病入院以来5年ぶりとなる東京での舞台も務め、大阪での6日間連続公演も行うなど多くの舞台をこなすようになる。
2013年、各浪曲会などへ精力的に出演。3月浅草・木馬亭において、幸いってんの舞台復帰を祝う『東西浪曲若手競演』が開催され、国本武春、玉川奈々福、春野恵子、玉川太福、東家一太郎らとともに昼夜舞台を務めた。
6月、NHKラジオ「浪曲十八番」に出演。7月、曲師・沢村さくらと共に『いってん★さくらの浪曲俱楽部』開始。11月、千日前トリイホールにて『祝 幸いってん本格舞台復帰！』と銘打たれた公演が開催。その後、同じよう白血病を患い、知人を通じて交流を持った十二代目市川團十郎の骨髄バンク活動への貢献を知り、NPO法人「関西骨髄バンク推進協会」に協力し骨髄バンクへの啓蒙を含めた浪曲公演を行っていた。
2014年、慢性腎不全による体調不良がわかり、引退を決意。所属していた浪曲親友協会から5月27日付で退会した。

## 過去の出演番組
- 「NHK上方浪曲特選」NHK総合
- 「浪曲十八番」NHKラジオ
- 「かんさい情報ネットten!」読売テレビ